# غوتفريد فوكس
غوتفريد فوكس (بالألمانية: Gottfried Fuchs)‏ (و. 1889 – 1972 م) هو لاعب كرة قدم ألماني، ولد في كارلسروه، شارك في الألعاب الأولمبية الصيفية 1912، مركز لعبه هو مهاجم، توفي في مونتريال، عن عمر يناهز 83 عاماً.

## روابط خارجية
- غوتفريد فوكس على موقع قاعدة بيانات كرة القدم.إي يو (الإنجليزية)
- غوتفريد فوكس على موقع بيانات كرة القدم. دي إي (الألمانية)
- غوتفريد فوكس على موقع ناشيونال فوتبول تيمز (الإنجليزية)
- غوتفريد فوكس على موقع عالم كرة القدم.نت (الإنجليزية)
- غوتفريد فوكس على موقع أوليمبيديا (الإنجليزية)